# Takeyuki Okamoto
Takeyuki Okamoto (岡本 武行 Okamoto Takeyuki?, nacido el 8 de diciembre de 1967 en Tokio) es un exfutbolista japonés que se desempeñaba como guardameta y entrenador.

## Clubes

### Como futbolista
| Club      | País  | Año  |
| --------- | ----- | ---- |
| NTT Kanto | Japón | ???? |

### Como entrenador
| Club         | País  | Año  |
| ------------ | ----- | ---- |
| Omiya Ardija | Japón | 2012 |
| Omiya Ardija | Japón | 2013 |